# 勝浦 (那智勝浦町)
勝浦（かつうら）は、和歌山県東牟婁郡那智勝浦町の大字。2013年4月1日現在の人口は2,144人。郵便番号は649-5334。
本項ではかつて概ね同区域に存在した東牟婁郡勝浦町（かつうらちょう）についても記す。

## 地理
那智勝浦町中心部の東側一帯にあたる。紀勢本線・紀伊勝浦駅周辺は本大字より起立した住居表示実施地区となっており、本大字は南紀勝浦温泉が所在する半島部と周辺島嶼を占める。西端を和歌山県道46号那智山勝浦線が掠める。

### 島嶼
- 弁天島
- 渡の島
- 中ノ島
- 鶴島

## 歴史
- 鎌倉時代 - 葛浦の地名が見られる。
- 幕末 - 牟婁郡勝浦村が存在。「旧高旧領取調帳」の記載によると紀州藩附家老安藤氏領。
- 慶応4年1月24日（1868年2月17日） - 安藤氏領が立藩して新宮藩領となる。
- 明治4年7月14日（1871年8月29日） - 廃藩置県により新宮県の管轄となる。
- 明治4年11月22日（1872年1月2日） - 和歌山県の管轄となる。
- 1879年（明治12年）1月20日 - 所属郡が東牟婁郡に変更。
- 1889年（明治22年）4月1日 - 町村制の施行により、近世以来の勝浦村が単独で自治体を形成。
- 1908年（明治41年）5月1日 - 勝浦村が町制施行して勝浦町となる。
- 1955年（昭和30年）4月1日 - 勝浦町が那智町・色川村・宇久井村と合併して那智勝浦町が発足。同町大字勝浦となる。
- 1956年（昭和31年） - 地内より築地一 - 五丁目が起立。
- 1968年（昭和43年） - 地内より北浜一 - 三丁目が起立。
- 1973年（昭和48年） - 地内より築地七・八丁目が起立。

## 交通

### 鉄道路線
区域内に鉄道路線は通過していないが、紀勢本線の紀伊勝浦駅が至近に所在。

### 道路
- 和歌山県道46号那智山勝浦線

### 港湾
- 勝浦漁港

## 施設
- 那智勝浦町立勝浦小学校
- 那智勝浦港郵便局
- 勝浦公園
- 正念寺
- 海翁禅寺
- 法泉寺
- 八幡神社
- ホテル中の島

## 名所・旧跡・観光スポット・祭事・催事
- 南紀勝浦温泉